# Ichneutes flaviventris
Ichneutes flaviventris är en stekelart som beskrevs av Hellen 1958. Ichneutes flaviventris ingår i släktet Ichneutes och familjen bracksteklar. Inga underarter finns listade i Catalogue of Life.